# Rudolf-Oetker-Halle

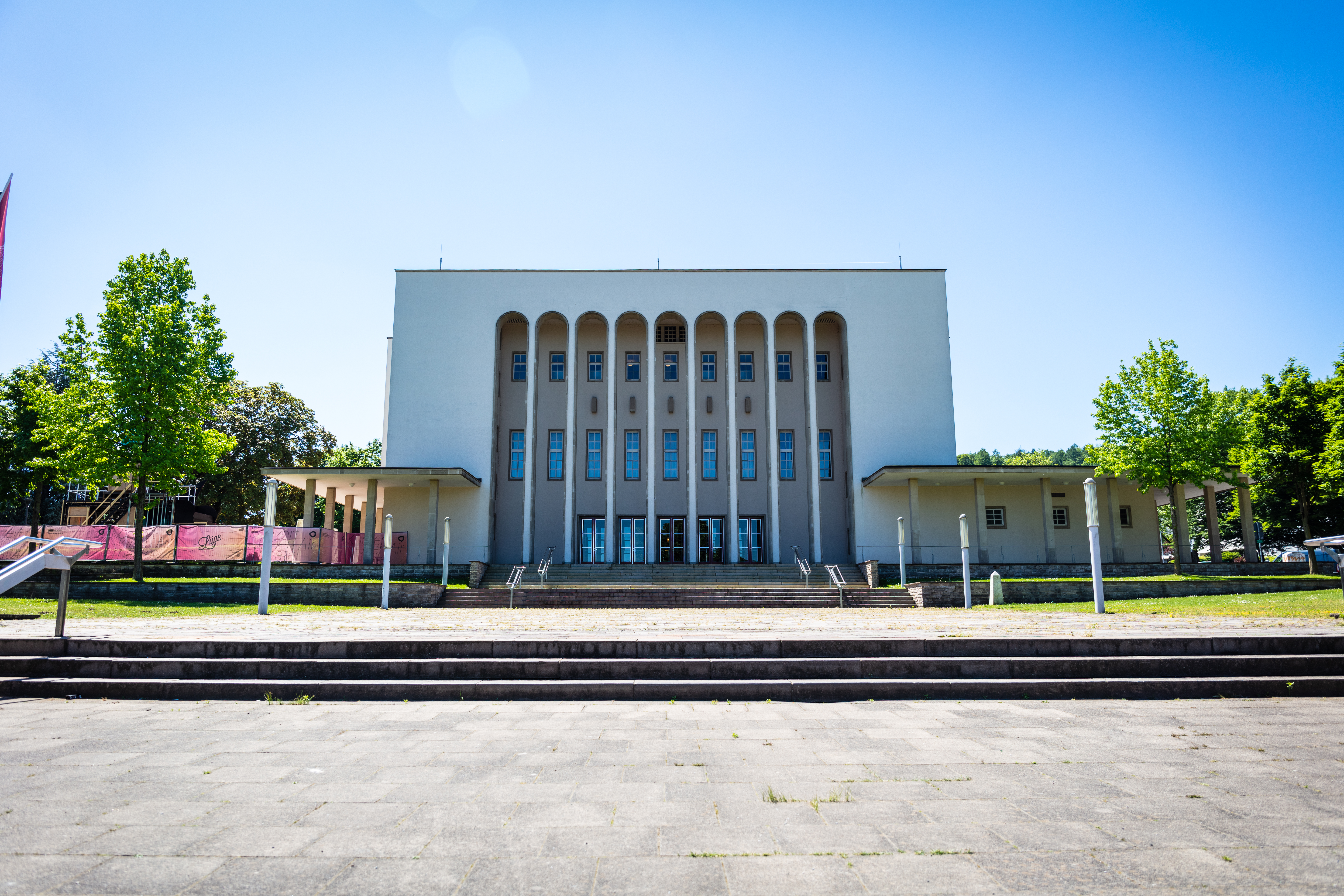
Rudolf-Oetker-Halle

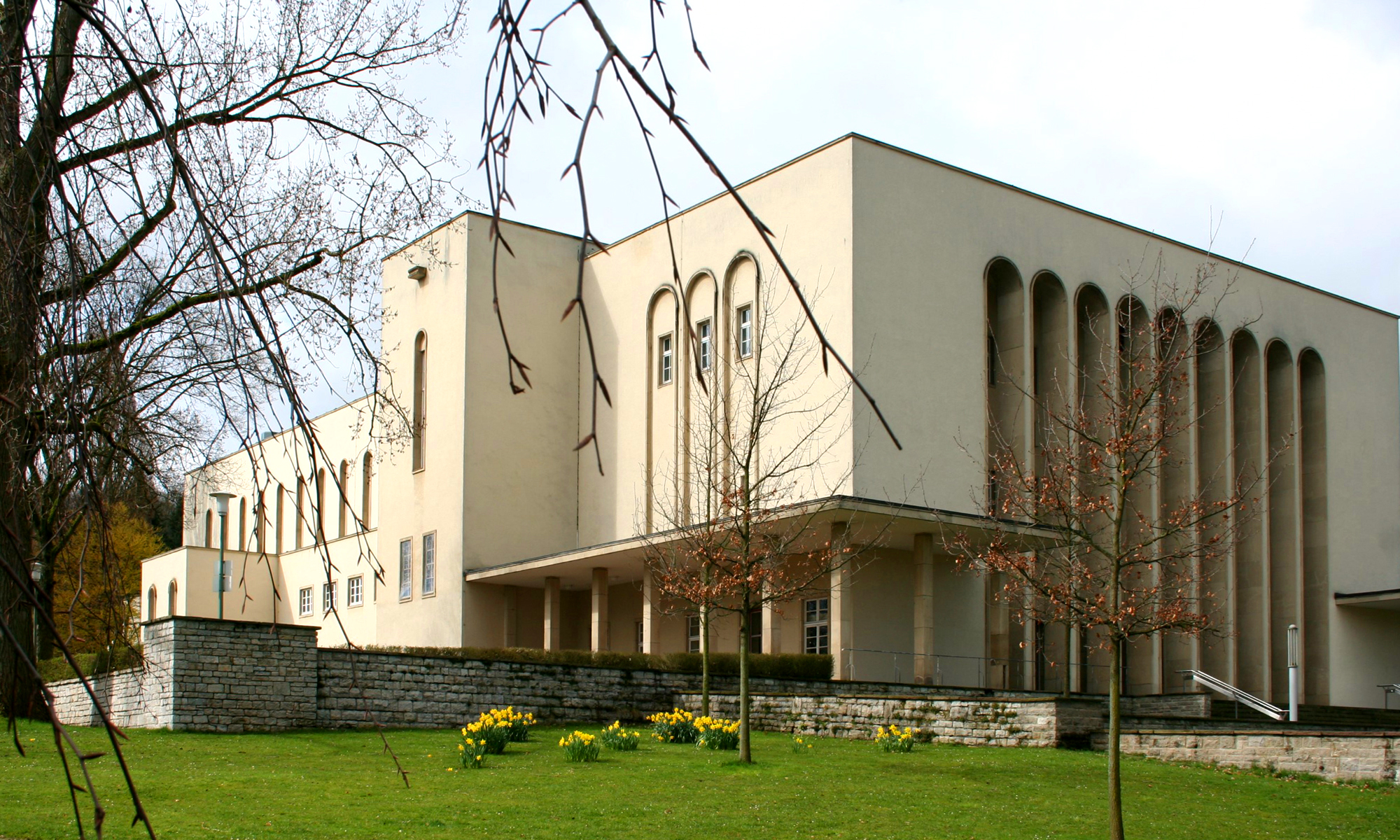
Rudolf-Oetker-Halle 2008

Die Rudolf-Oetker-Halle (ROH) ist ein denkmalgeschütztes Konzerthaus im Bielefelder Westen. Das Gebäude wurde von 1928 bis 1930 nach Plänen der Düsseldorfer Architekten Hans Tietmann und Karl Haake erbaut und am 31. Oktober 1930 eröffnet. Das Konzerthaus befindet sich weitestgehend im originalen Zustand und weist auch nach den heutigen Maßstäben nahezu ideale akustische Voraussetzungen auf.
Seit 2018 gehört die Rudolf-Oetker-Halle zu den Bühnen und Orchester der Stadt Bielefeld. Mit rund 3.200 Plätzen, jährlich 250.000 Besuchern und 700 Vorstellungen sind die BuO eine der größten Kultureinrichtungen Nordrhein-Westfalens.

## Das Bielefelder Konzertwesen um 1900
1886 wurde Wilhelm Lamping als Nachfolger von Arnold Mendelssohn musikalischer Leiter des „Bielefelder Musikvereins“ (heute Musikverein der Stadt Bielefeld e. V.) und des Männerchores „Arion“, deren Traditionen bis in die Jahre 1820 bzw. 1859 zurückreichen. Lamping war zugleich Organist der Altstädter Nicolaikirche und Leiter des „Kirchlichen Gesangvereins“. An der Gründung des zunächst aus 36 Musiker bestehenden Städtischen Orchesters im Jahre 1901 hatte Lamping entscheidenden Anteil, woraufhin er zum städtischen Musikdirektor ernannt und als solcher mit der Oberleitung des Orchesters betraut wurde. Lamping wies immer wieder eindringlich auf den Mangel an Räumlichkeiten hin:

„Ein würdiger Konzertsaal muss kommen, weil er kommen muss, wenn sich auch erst künftige Generationen des Besitzes freuen werden.“

Größere Aufführungen fanden in der zur Schützengesellschaft gehörenden Tonhalle auf dem Bielefelder Johannisberg statt, die 1000 Zuhörern Platz bot, im Hinblick auf Akustik und Infrastruktur jedoch keine angemessenen Voraussetzungen aufwies. Für Symphoniekonzerte konnte das 1904 erbaute Stadttheater verwendet werden, obwohl seine andersartige Atmosphäre und die Raumakustik dieser Nutzung entgegenstanden. Für Chordarbietungen, Kammermusik oder Liederabende eignete sich ein Saal für 400 Hörer im „Gesellschaftshaus Eintracht“ am Klosterplatz. Andere Angebote wie „Remkes Theatersaal“ an der Ulmenstraße (dem heutigen Niederwall), die „Berglust“ oder die „Modernsohn-Hallen“ auf dem Johannisberg waren mehr als Übungs- denn als Konzerträume zu betrachten.
Rudolf Oetker, Sohn des Firmengründers, partizipierte als Sänger im Gymnasial-Gesangsverein „Kehlkopf“ aktiv am Bielefelder Musikleben und kannte die Raumsituation daher aus eigenem Erleben. So äußerte er gegenüber seinem Schulfreund Richard Kaselowsky, er wollte später dafür sorgen, dass seine Vaterstadt endlich zu einer vernünftigen Konzerthalle käme. Rudolf Oetker fiel jedoch im Ersten Weltkrieg am 8. März 1916 in den Kämpfen vor Fort Vaux.

Die Familie Oetker, vor allem seine Mutter Lina Oetker, behielt den Wunsch ihres Sohnes im Gedächtnis und stellte der Stadt Bielefeld 1925 eine größere Summe für den Bau einer Konzerthalle zu günstigen Bedingungen zur Verfügung. Die Halle sollte dem Gedenken an Rudolf Oetker und seine im Weltkrieg gefallenen Bielefelder Kameraden gewidmet werden – „den Lebenden zur Freude und Erhebung an den Werken Tonkunst“. Dieser Wortlaut wurde schließlich auch auf eine Schrifttafel in der Eingangshalle der Rudolf-Oetker-Halle aufgenommen. Wilhelm Lamping schrieb in einem Brief:

„Gedacht war die Halle als Ehrenmal zum Gedächtnis an Rudolf Oetker, und der feinste Sinn dieses Gedankens lag für mein Empfinden darin, dass Oetker das, was er in seiner Aufgeschlossenheit allem Geistigen gegenüber vorhatte, nachträglich in die Tat umzusetzen trachtete. Sein ausgesprochener Wille war es, Wandel in den unhaltbaren hiesigen Lokalverhältnissen zu schaffen und vor allem dem Musikverein die Stätte zu bereiten, derer er zu gedeihlichem Wirken bedarf.“

Lamping plädierte für Raumgrößen in der Halle, die allen Anforderungen bei musikalischen Darbietungen genügen würden:

„Das ganze musikalische Leben Bielefelds basiert auf der Arbeit des Musikvereins und des städtischen Orchesters. Solange der Verein für seine Konzerte keinen Saal zur Verfügung hat, der Raum bietet für die so überaus nötige Vergrößerung des Chores, der zu jeder Jahreszeit benutzbar und vom Publikum bei jeder Witterung zu erreichen ist, der es auch durch seine Größe ermöglicht, die Eintrittspreise zu den Konzerten so weit zu senken, dass auch Minderbemittelten der Zutritt zu ihnen offensteht, solange diese Voraussetzungen nicht geschaffen ist, sind ihm die Flügel gebunden, und auf den besten Teil seiner Mission muss er verzichten.“

Lamping erlebte die Fertigstellung der Rudolf-Oetker-Halle nicht mehr. Er starb ein Jahr zuvor am 7. September 1929 und wurde bei der Einweihung am 31. Oktober 1930 dennoch als „der musikalische Baumeister“ des Hauses bezeichnet. Der Bielefelder Musikverein stiftete 1931 zu Ehren Lampings eine Bronzebüste des Bildhauers Hans Perathoner, die bis heute im Wandelgang der 1. Etage des Konzerthauses steht. Die Stadt Bielefeld erklärte Lina Oetker 1934 zur Ehrenbürgerin und stiftete im selben Jahr eine Büste des städtischen Musikdirektors Heinrich Kaminski, der von 1931 bis 1934 Leiter des Musikvereins sowie für die städtischen Symphoniekonzerte in der Rudolf-Oetker-Halle zuständig war.

## Bau & Architektur

### Planung einer Konzerthalle
Das erste offizielle Gespräch über die Absicht eines Konzerthallenbaus und eine spätere Übereignung an die Stadt führte Richard Kaselowsky mit Oberbürgermeister Rudolf Stapenhorst am 14. Februar 1925. Als Bauplatz für die Konzerthalle wurde zunächst die städtische Fläche des Museumsgartens (heute vor dem Ratsgymnasium) in Erwägung gezogen. Sie stammte ursprünglich aus Kaselowskys Besitz und hätte durch städtische Ankäufe der Grundstücke an der Obernstraße gegenüber der Handwerkskammer erweitert werden müssen. Der Magistrat der Stadt nahm das Schenkungsangebot an.
Das Unternehmen Oetker bestätigte kurz darauf ihre Bereitschaft zum Bau der Konzerthalle, die den Namen von Rudolf Oetker tragen sollte. Dabei wurde bereits ein detailliertes, vermutlich mit Wilhelm Lamping abgestimmtes Raumprogramm genannt. Die Finanzierung der geschätzten Kosten von 600.000 bis 700.000 Mark sollte dadurch sichergestellt werden, dass die Firma durch eine sofort beginnende monatliche Finanzhilfe – in Form kurzfristiger Hypothekengelder – der Stadt für Wohnungsprojekte Mittel zur Verfügung stellte. Die ab Ende 1926 zurückzuzahlenden Beträge sollten dann erneut als langfristiges Darlehen für den Bau der Rudolf-Oetker-Halle verwendet werden. Jedoch wurde zeitnah erkannt, dass die Kosten zu niedrig angesetzt waren.
Gleichzeitig wurde die Eignung des Grundstücks erneut überprüft. Hierzu beauftragte die Stadt den Städtebauer Ernst Vetterlein aus Hannover, den vorgesehenen Bauplatz durch Entwurfsskizzen unter Zugrundelegung des Bauprogrammes zu untersuchen. Dabei erwies sich, dass die Fläche nicht ausreichte. Der Versuch, zusätzliche Flächen anzukaufen, blieb erfolglos. Einen Ausweg glaubte man in der Verringerung des Bauvolumens, vor allem durch den Bau eines Saales für lediglich 600 bis 800 Zuhörer, zu finden. Dagegen wandte sich Wilhelm Lamping sehr energisch, dem es vornehmlich um einen großen Konzertraum mit mindestens 1500 bis 1600 Plätzen ging.
Rudolf Stapenhorst schlug schließlich vor, ein städtisches Grundstück an der Westseite des gerade in Erweiterung begriffenen Bürgerparks, der zwischen dem damaligen Bürgerweg (heute Stapenhorststraße) und der Wertherstraße liegt, für die Rudolf-Oetker-Halle anzubieten. Falls diese städtische Fläche, die einen sofortigen Baubeginn ermöglichte, nicht ausreichen sollte, wollte er sein eigenes angrenzendes Grundstück zur Verfügung stellen. Natürlich gab es auch hier Bedenken: Die Entfernung sei für den Bürger unzumutbar, eine Straßenbahn müsse bis dorthin geführt werden, die Umgebung sei völlig unbebaut, eine zusätzliche Gastwirtschaft werde unumgänglich.
In einer Ortsbesichtigung am 15. April 1926 im Beisein aller an diesem wichtigen Bauwerk unmittelbar Beteiligten von Seiten der Firma Oetker, von der Stadtverwaltung, vom Musikverein und vom Städtischen Orchester konnten schließlich alle Einwände überwunden und der Bauplatz festgelegt werden. Das Darlehensvertragswerk wurde am 10. Juni bzw. 1. Juli 1926 unterzeichnet. Es enthielt die festgesetzten Baukosten von 1.500.000 Mark, Einzelheiten der Finanzierung, den vorgesehenen Beginn der halbjährlichen Rückzahlung der Darlehensbeträge ab 1. April 1935, die Durchführung eines Bauwettbewerbs und des Baues durch die Stadt, die Bildung eines späteren Verwaltungsausschusses unter Beteiligung der Firma Oetker, die bereits erwähnte Bestimmung als Gedächtnishalle, die Namensgebung und die Festlegung der Nutzungsarten. Im Laufe der Jahre kamen zu letzteren mache Korrekturen und Ergänzungen hinzu, doch sollte die Halle zunächst vorzugsweise der Pflege der Musik dienen. Gleichwohl konnte sie auch für andere kulturelle Zwecke, beispielsweise für Vortragsveranstaltungen oder für Kongresse verwendet werden. Politische Versammlungen, insbesondere Wahlversammlungen waren ausgeschlossen. Das Darlehen wurde später in eine Schenkung umgewandelt.

### Bauwettbewerb
Im Februar 1927 schrieb der Magistrat der Stadt einen allgemeinen Ideenwettbewerb für den Neubau aus, zu dem alle Architekten aus dem nordwestdeutschen Raum teilnahmeberechtigt waren. Zu den Bedingungen gehörten die Begrenzungen des Bauvolumens auf 32.000 Kubikmeter und der Ausführungskosten auf 1.500.000 Mark einschließlich Außenanlagen, jedoch ohne Orgel.
Das Raumprogramm verlangte im Wesentlichen einen großen Konzertsaal für 1.400 Zuhörer – das Podium sollte 300 Sängern und 100 Musikern Platz bieten – und einen Kammermusikraum für 400 Personen. Es enthielt aber auch gestalterische Hinweise, die bei der späteren Beurteilung durch das Preisgericht eine Rolle gespielt haben. Der Bau sollte, seiner Bestimmung als Konzert- und Gedächtnishalle entsprechend, in einfachen würdigen Formen gestaltet sein. Besonderer Wert wurde auf die Akustik in beiden Sälen gelegt. Die Zahl von 113 Wettbewerbsteilnehmern bewies ein großes Interesse an dieser Aufgabe. Zugleich konnte man daran auch die ernsthafte Sorge um die wirtschaftliche Lage ablesen. Der zunehmende Mangel an Bauobjekten machte dies allzu deutlich, die Architekten bangten um Aufträge.
Zur Vorprüfung der Arbeiten blieb nur eine Woche bis zum Zusammentreten des Preisgerichts am 10. Juni 1927. Für die Preisrichter erforderte es ein hohes Maß an Konzentration, aus dem großen Angebot an Wettbewerbsarbeiten in nur zwei Tagen die preiswürdigste Arbeit zu ermitteln und eine gerechte Entscheidung zu treffen. Der Magistrat der Stadt lud die seinerzeit namhaftesten deutschen Hochschullehrer des Architekturwesens, wie German Bestelmeyer aus München und Heinrich Tessenow aus Berlin als Fachpreisrichter ein. Wie sorgfältig und weitsichtig die für das Gelingen des Baues Verantwortlichen handelten, wird daran deutlich, dass sie den bedeutendsten Wissenschaftler auf dem noch wenig erforschten Gebiet der Akustik, Eugen Michel von der Technischen Hochschule Hannover, als Preisrichter hinzuzogen und ihm im Weiteren die akustische Beratung in der Bauzeit übertrugen. Michel konnte bei der Urteilsfindung Bedenken äußern, wenn in einer zur Entscheidung stehenden Arbeit die räumlichen Grundbedingungen zur Erlangung einer guten Akustik nicht erfüllt waren und sich auch bei der weiteren Entwurfsbearbeitung nicht erfüllen ließen. Dem Thema Akustik wurde so ein wesentlicher Schwerpunkt eingeräumt. Dem Preisgericht gehörten ferner Lina Oetker (die Frau des Firmengründers), Ida Kaselowsky (die Witwe des gefallenen Rudolf Oetker), der Oberbaurat Friedrich Schultz (der Leiter der Städtischen Bauverwaltung) und als Vertreter für Oberbürgermeister Rudolf Stapenhorst der Architekt Bernhard Kramer an. Wilhelm Lamping nahm als Ersatzpreisrichter an der Sitzung teil.
Nach drei „Rundgängen“ eingehenden Prüfens und Beurteilens blieben nur noch acht Arbeiten in der engeren Wahl und schließlich erkannte das Preisgericht der Lösung mit dem Kennwort „Die Neunte“ einstimmig den 1. Preis in Höhe von 10.000 Mark zu. Verfasser war das Düsseldorfer Architektenteam Hans Tietmann und Karl Haake. Die Preisrichter bedachten diesen preisgekrönten Entwurf mit folgender Beurteilung:

„Die Stellung der Baukörper fügt sich in selbstverständlicher Weise ins Gelände ein und schafft genügend Raum für die Anfahrtsverhältnisse. Der Grundriss ist klar entwickelt und entspricht allen wesentlichen Anforderungen. Die Innenarchitektur des großen Saales ist von strenger Sachlichkeit und findet in der äußeren Architektur einen würdigen Ausdruck. Der architektonische Aufbau des Ganzen ist von großer melodischer Schönheit, an der Eingangsseite vielleicht noch von etwas zu starkem Pathos.“

In einer Laudatio für diese Architekten und ihre Arbeit, die 1929 in Monografien über zeitgenössische Architekten in der Reihe Neue Werkkunst erschien, sind sehr ähnliche Worte über die Art ihres Gestaltens zu finden:

„Sinn für monumentale Kraft und zugleich für Anmut – Feingefühl für ehrliche Sachlichkeit und Wahrheitsliebe – Vorliebe für das Schlichte, Anspruchsvolle, Selbstverständliche – vornehme Zurückhaltung, richtiger Maßstab – geschickte Einpassung in die Umgebung – zweckmäßige und schöne Anordnung der Fenster – keine modisch sich gebärdenden Spielereien.“

Das Düsseldorfer Architektenteam hatte im rheinischen Raum durch eine Reihe von Wettbewerbserfolgen einen bekannten Namen. Zu ihren Arbeiten zählten Kirchenbauten, denen man „wohltuende Klarheit und Einfachheit, herbe Strenge und feierliche Wucht“ nachsagte, sowie Villen, Krankenhäuser und Bürobauten in großer Vielseitigkeit, unter anderem das Industriehaus in Düsseldorf, das erste deutsche Bürohochhaus überhaupt.
Bereits vier Wochen nach der Entscheidung des Preisgerichts unterschrieben die Architekten am 12. Juli 1927 den Vertrag zur Übernahme der „Künstlerischen Bearbeitung des Ausführungsentwurfes sowie der künstlerischen Leitung der Ausführung“. Der Vertrag enthielt nicht nur einen genauen Zeitplan (Lieferung der Planunterlagen, Baubeginn im Herbst 1927, Fertigstellung nach 18 Monaten) und die Honorarfestlegung durch einen Pauschalsatz von 47.000 Mark, sondern auch die Verpflichtung, alle noch erforderlichen, größtenteils auf akustischen Bedingungen beruhenden Änderungen ohne zusätzliche Vergütungen einzuarbeiten. Eugen Michel hatte inzwischen eine Serie von Maßnahmen zur Erreichung der besten „Hörsamkeit“ zusammengestellt und sie dem für den Bau gebildeten Sonderausschuss vorgetragen.
Die gesamte technische Leitung blieb beim Stadtbauamt, vertreten durch Stadtoberbaurat Friedrich Schultz, Regierungsbaumeister und Stadtbaurat Hans Laspeyres und den örtlichen Bauleiter Regierungsbaumeister Hermann Petri (den späteren Stadtbaurat).
Man besichtigte mit den Architekten Vergleichsbauten: Die Stadthalle in Mülheim/Ruhr und Bauten in Gelsenkirchen und Düsseldorf, wie es aus dem noch erhaltenen Bautagebuch hervorgeht. Eugen Michel führte das Ergebnis seiner Beratung in akustischen Fragen am Beispiel der wesentlich größeren Stadthalle in Magdeburg vor, um die entsprechenden Erfordernisse für die Rudolf-Oetker-Halle besser erklären zu können. Der bereits nach vier Wochen vorgelegte neue Vorentwurf erfuhr durch weitere Überarbeitungen so viele Neuauflagen und damit Verzögerungen, dass der Bauantrag erst Ende Juni 1928 eingereicht werden konnte.

### Bauausführung
Eine Gegenüberstellung des Wettbewerbsentwurfes mit den Ausführungszeichnungen verdeutlicht, dass die Grundstruktur und die Raumordnung im Großen und Ganzen sowie auch das äußere Erscheinungsbild nur verhältnismäßig wenig voneinander abweichen. Der Eingangsbereich blieb nahezu gleich. Den Besucher empfingen nunmehr neun statt elf schlanke Bogenfelder. Der Garderoberaum gewann erheblich an Raumwirkung, indem die Treppenhäuser an den Ecken herausgezogen und der mittlere Stuhllagerraum verlegt wurden. Durch nachträgliches Einfügen einer Zwischenwand (1949) ist von diesem großzügigen Eindruck leider viel verlorengegangen. Im rückwärtigen Bereich konnten ein geräumiger Probenraum und ein Stimmraum für das Orchester gewonnen werden. Die hier geplanten Räume der Technik mussten in untere Geschosse ausweichen, eine Maßnahme, die sich auch günstig auf die Lärmabschirmung auswirkte. Dies hatte allerdings zur Folge, dass man später bei den Endarbeiten im Süd-West-Bereich der Baugrube auf Fels stieß, den man durch Sprengungen beseitigen musste.
Einschneidender wirkten sich Änderungen beim Großen Saal aus. Er wurde verkürzt und auf Anregung des Magistrats der Stadt durch Seitenränge verbreitert. Die Saaldecke musste um einen Meter erhöht werden. Dies hatte aber wiederum erhebliche Auswirkungen auf die Statik und die Kosten, denn die neun Meter hohen Außenwände des Ranggeschosses lagen nun nicht mehr über tragenden Wänden, sondern in der Mitte über den Seitengängen des Saalgeschosses.
Man hatte gewiss Sorgen, solche zusätzlichen Kosten in der festgelegten Summe von 1.500.000 Mark unterzubringen, denn die Überprüfung ergab eine Überziehung um etwa 30 Prozent. So galt es, erhebliche Einsparungen vorzunehmen, die sich sowohl in der Materialwahl als auch in der Ausstattung bemerkbar machen mussten. Das großflächige Dach wurde nicht mehr mit Kupfer, sondern mit grünbesandeter Pappe eingedeckt, Naturstein konnte nur noch spärlich an Einfassungen verwendet werden, für Außentüren reichten auch farblich behandelte, verglaste Stahltüren, Freiplastiken an den Fassaden entfielen, das Saalgestühl erhielt nicht die vorgesehene Lederpolsterung. Zwar gelang es letztendlich, die festgesetzte Summe einzuhalten, aber nur formell. Die Mehrkosten für das Gestühl, die Orgel, die Musikerstühle, den Konzertflügel, die Pauken und die Garderobeneinrichtungen hat Lina Oetker selbst übernommen.
Es ist das Ergebnis einer guten Zusammenarbeit zwischen den Architekten Tietmann und Haake und dem örtlichen Bauleiter, Regierungsbaumeister Hermann Petri, sowie seinem Fachingenieur, Dipl.-Ing. Wendt, dass der Bau – allen Anforderungen entsprechend – in zwei Jahren ausgeführt wurde. Wie sehr die Zeit zum Schluss gedrängt haben muss, wird daraus ersichtlich, dass erst am Tag der Eröffnung, am 31. Oktober 1930, die bauliche Schlussabnahme stattfand. An den Bauausführungen waren fast ausnahmslos Bielefelder Firmen und hiesige Handwerker beteiligt, um der Wirtschaftskrise im Bielefelder Raum entgegenzuwirken. Eine überlieferte Aufstellung von Notstandsarbeiten, die mit dem Bau selbst und mit dem Ausbau der Lamping- sowie der Stapenhorststraße zusammenhingen, weist den beachtlichen Betrag von 500.000 Mark aus.
Zur Vervollständigung der Gesamtanlage bemühte sich die Stadt im Mai 1930 um ein Anschlussprojekt, einen Gaststättenbau mit Musikpavillon, der, wie bereits im Wettbewerbsentwurf aufgezeichnet, in baulicher Verbindung zur Rudolf-Oetker-Halle stehen, den Vorplatz an der Bürgerparkseite einfassen, sich jedoch zum Park hin öffnen sollte. Der Firma Oetker wurde der Entwurf eines Gesellschaftsvertrages zur Teilfinanzierung vorgelegt. Das Vorhaben musste jedoch wegen der Verschlechterung der wirtschaftlichen Lage 1930 und auch in den Jahren 1931 und 1932 zurückgestellt werden. Obwohl die Firma in diesen Jahren mit Schwierigkeiten zu kämpfen hatte, hielt sie trotzdem an ihrem Versprechen fest, den Bau der Rudolf-Oetker-Halle auf jeden Fall zum Abschluss zu bringen.
Das Bauwerk konnte seine große Premiere schließlich am 31. Oktober 1930 erleben.

### Veränderungen und Modernisierungen

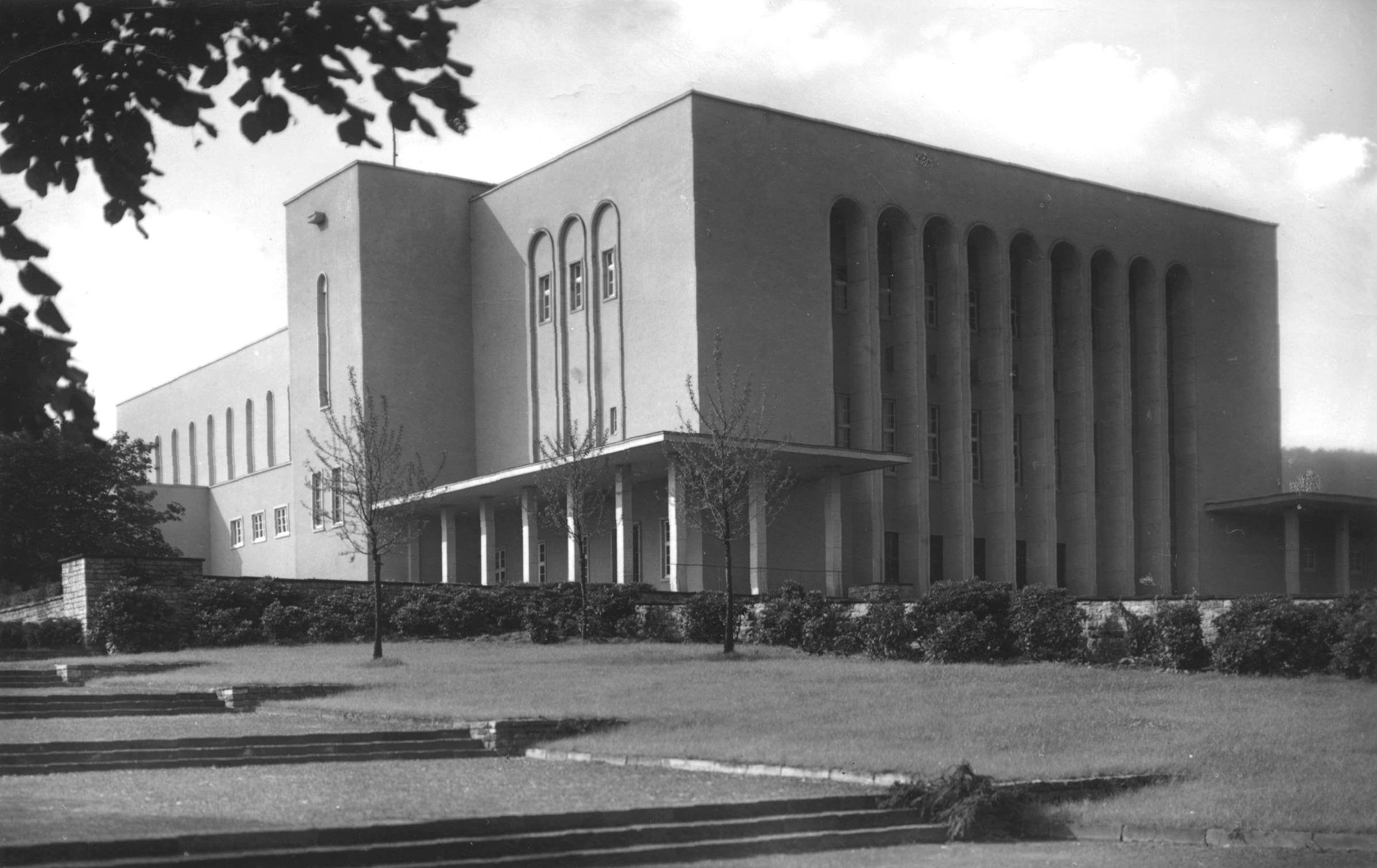
Rudolf-Oetker-Halle um 1950

Im Februar 1935 überstand die Rudolf-Oetker-Halle einen orkanartigen Sturm, bei dem etwa 250 Quadratmeter Dachfläche zerstört wurden.
Die Kriegsschäden am Tage des großen Bombenangriffs auf Bielefeld am 30. September 1944 betrafen nicht den Hauptbau, sondern lediglich den nordwestlichen Vorbau an der Lampingstraße. Das Betondach, die freistehenden Pfeiler und der gesamte dortige Eingangsbereich hatten erheblich gelitten. An den Wiederaufbaukosten, der damals notwendigen Gesamtrenovierung und bei fast allen größeren baulichen Aufwendungen für die Rudolf-Oetker-Halle hat sich die Firma Oetker finanziell beteiligt. Dazu gehörten unter anderem auch die Neuanlage der Vorfläche vor dem Haupteingang (1971), der Einbau eines behindertengerechten Aufzuges im Foyer des Kleinen Saals (1977), der große Umbau der Orgel (1973) sowie die drei Umstellungen der Heizungsanlage auf moderne, sparsamere Systeme.
Als Zeichen des Dankes an die Familie Oetker ließ die Stadt 1965 eine Büste von Rudolf Oetker des Berliner Bildhauers Richard Scheibe aufstellen.
Während der Sanierung des Stadttheaters in den Jahren 2004 bis 2006 spielte das Musiktheater der Städtischen Bühnen in der von Architekt Frank Otterbach temporär umgebauten Rudolf-Oetker-Halle. Daraufhin wurde das Konzerthaus nach zwei Spielzeiten wieder in den ursprünglichen Zustand zurückversetzt.
Seit 2018 ist die Rudolf-Oetker-Halle eine Spielstätte der Bühnen und Orchester der Stadt Bielefeld. 2018 wurde das Foyer der Rudolf-Oetker-Halle umgebaut und kann seitdem als weitere Spielstätte neben dem Großen und dem Kleinen Saal genutzt werden. Es wurden geringe Anpassungen zur Optimierung der Akustik vorgenommen. Das Architekturbüro Wannenmacher & Möller GmbH erhielt dabei die symmetrische Achse des Konzerthauses, ebenso wie die historische und denkmalgeschützte Bausubstanz.

## (Historische) Aufführungen
Die Rudolf-Oetker-Halle wurde am 31. Oktober 1930 mit einem Konzert des städtischen Orchesters unter der Leitung des Intendanten Max Cahnbley eröffnet, das vom Rundfunk Köln übertragen wurde.
Johannes Brahms – 1. Symphonie c-Moll
Johann Sebastian Bach – Passacaglia c-Moll
Ludwig van Beethoven – Violinkonzert D-Dur

Ludwig van Beethoven – Ouvertüre zur Oper Leonore (3. Fassung)
Am 30. September 1945, dem Jahrestag der schweren Bombenangriffe, feierte die Rudolf-Oetker-Halle mit Mozarts Requiem ihre Wiedereröffnung.
In den folgenden Jahrzehnten gastierten mehr und mehr bedeutende Solisten, Dirigenten und Orchester in der Rudolf-Oetker-Halle, darunter die Berliner Philharmoniker unter der Leitung von Sergiu Celibidache (1946), die Wiener Symphoniker unter Herbert von Karajan (1952), Claudio Arrau, Gidon Kremer, Yehudi Menuhin, David Oistrach und Igor Oistrach, Maurizio Pollini, Wilhelm Kempff sowie Paul Hindemith.
Im Festkonzert zum 50. Jubiläum der Rudolf-Oetker-Halle am 31. Oktober 1980 konzertierte Martha Argerich als Solistin des Philharmonischen Orchesters der Stadt Bielefeld unter der Leitung von Rainer Koch.
Außerdem nahm Krystian Zimerman hier seine berühmten Einspielungen der Chopin-Balladen auf.

## Akustik
Durch die von Akustiker Eugen Michel verwendeten Materialien und die bewusst eingesetzten Absorptionsflächen wird der Große Saal unmittelbar zu einem Klangkörper. So dient die gesamte Decke als Resonanzfläche, bestehend aus großflächigen gestrichenen Sperrholzplatten, die mit Abstand unter einer schallabsorbierenden Bimsbetondecke hängen. Auch sind die großen Deckenleuchten in ihrer besonderen Form zur Schallzerstreuung notwendig, ebenso wie die Abstufungen des Deckenspiegels, die hervorstehenden Holzrahmen der Fenster und die Türnischen im Parkettbereich.
Nach einer wissenschaftlichen Untersuchung und Befragung von 20 bedeutenden Dirigenten durch Fritz Winckel gehörte die Rudolf-Oetker-Halle 1955 zu den zehn besten Tonhallen der Welt. Der hervorragende Nachhalleffekt der Rudolf-Oetker-Halle ermöglicht auch Aufnahmen von hoher Qualität.

## Orgel
Die Orgel der Rudolf-Oetker-Halle wurde 1930 von der Firma Wilhelm Sauer (Frankfurt/Oder) als Opus 1412 erbaut. Sie steht hinter einer akustisch durchlässigen Lamellenwand und bildet den Abschluss der hinteren Bühnenwand, wodurch sie sich in die Architektur des Saales einfügt. Die Disposition und die Intonation der spätromantischen, dynamisch fein abgestuften Register ergaben den typischen warmen und stark grundbetonten „Sauer-Klang“.
Mit der Orgelbewegung erfolgte 1973 ein Umbau durch die Orgelbaufirma Willi Peter nach dem Zeitgeschmack der 1970er-Jahre, der den klaren, obertönigen Klang der Barockorgel als Vorbild hatte. Originale Register mit spätromantischem und sinfonischem Klang mussten weichen oder sind gegen obertönige Register ausgetauscht worden. Der ursprünglich gewollte Klangausdruck einer „Saalorgel“ wurde zu einer traditionellen Konzertorgel verändert.
Heute ist die Orgel der Rudolf-Oetker-Halle die einzige erhaltene prospektlose Saalorgel in Nordrhein-Westfalen.
| I Hauptwerk C–c4 |       |
| Prinzipal        | 16′   |
| Prinzipal        | 8′    |
| Grobgedackt      | 8′    |
| Gemshorn         | 8′    |
| Gambe            | 8′    |
| Oktave           | 4′    |
| Rohrflöte        | 4′    |
| Quinte           | 2 ⁄3′ |
| Oktave           | 2′    |
| Kornett 3-4f.    | 2 ⁄3′ |
| Mixtur 4-6f.     | 2′    |
| Trompete         | 8′    |

| II Schwellwerk C–c4 |       |
| Rohrgedackt         | 8′    |
| Quintade            | 8′    |
| Salicional          | 8′    |
| Prinzipal           | 4′    |
| Blockflöte          | 4′    |
| Oktave              | 2′    |
| Salizet             | 4′    |
| Waldflöte           | 2′    |
| Sesquialtera 2f.    | 2 ⁄3′ |
| Scharff 4-6f.       | 2′    |
| Zimbel 3f.          | 1⁄2′  |
| Rankett             | 16′   |
| Krummhorn           | 8′    |
| Regal               | 4′    |
| Tremulant           |       |

| III Schwellwerk C–c4 |        |
| Nachthorngedackt     | 16′    |
| Prinzipal            | 8′     |
| Holzflöte            | 8′     |
| Gedeckt              | 8′     |
| Vox coeleste         | 8′     |
| Oktave               | 4′     |
| Flaute dolce         | 4′     |
| Nasat                | 2 ⁄3′  |
| Piccelflöte          | 2′     |
| Terz                 | 1 3⁄5′ |
| Fagott               | 16′    |
| Trompete             | 8′     |
| Oboe                 | 8′     |
| Schalmei             | 4′     |
| Tremulant            |        |

| Pedal C–f1     |         |
| Prinzipal      | 16′     |
| Untersatz      | 16′     |
| Barem          | 16′     |
| Quintflöte     | 10 2⁄3′ |
| Oktavbaß       | 8′      |
| Baßflöte       | 8′      |
| Choralbaß      | 4′      |
| Nachthorn      | 2′      |
| Rauschwerk 4f. | 2 ⁄3′   |
| Basson         | 32′     |
| Posaune        | 16′     |
| Trompete       | 8′      |
| Clarine        | 4′      |

## Die ROH heute
Die Rudolf-Oetker-Halle ist das Konzerthaus für Bielefeld und die Region. Die programmatische Vielfalt reicht von Klassik, Jazz, Folk, Pop über Crossover-Formate bis hin zu Kabarett, Gesang und Tanz. International bekannte Solisten haben ihren festen Platz im Programm – ebenso wie vielversprechende Nachwuchskünstler, Bielefelder Musikensembles und Chöre.
Die Bielefelder Philharmoniker bespielen die Rudolf-Oetker-Halle sowie das Stadttheater am Niederwall. Zu den internationalen Gästen in der Rudolf-Oetker-Halle zählten zuletzt u. a. Isabelle van Keulen, Håkan Hardenberger, Frank Peter Zimmermann, Tom Gaebel, Till Brönner, die Akademie für Alte Musik Berlin und die Hofkapelle München.
In der Spielzeit 2020/2021 präsentierte die Rudolf-Oetker-Halle mit dem Jazzflötisten und -saxophonisten Magnus Lindgren erstmals einen Artist in Residence.
Mit ihrer besonderen Architektur und der unvergleichlichen Akustik ist die Rudolf-Oetker-Halle bis heute ein bedeutendes Zentrum des musikalischen und kulturellen Lebens in Bielefeld.